# لیل باب
لیل باب (به انگلیسی:Lil Bub) (۲۱ ژوئن ۲۰۱۱ - اول دسامبر ۲۰۱۹) یک گربه مشهور آمریکایی بود که به دلیل ظاهر بدنی بی‌نظیرش شناخته می‌شد. عکس‌های او برای نخستین بار در نوامبر ۲۰۱۱ به تامبلر ارسال شد. «لیل باب» در فیس‌بوک بیش از سه میلیون لایک دارد. او در فیلم مستند «Lil Bub &amp; Friendz» به ایفای نقش پرداخت که در جشنواره فیلم ترایبکا در ۱۸ آوریل ۲۰۱۳ به نمایش درآمد و برنده بهترین فیلم این جشنواره شد.

## مرگ
لیل باب در اول دسامبر سال ۲۰۱۹ درگذشت. به گفته صاحبش، لیل باب در زمان مرگش در حال مبارزه با عفونت تهاجمی استخوان بود.